# خطیرکوه
خطیرکوه روستایی در شمال شهرستان مهدیشهر و بخش شهمیرزاد است که در ۴۵ کیلومتری شمال شهر مهدیشهر قرار دارد. این روستا در موقعیت عرض جغرافیایی ۹/۳۵ و طول جغرافیایی۱۰/۵۳ واقع شده‌است.
با بررسی و مطالعه موقعیت سیاسی و جغرافیایی منطقه خطیرکوه در دهه‌های گذشته درمی‌یابیم که از سال ۱۳۰۰ تا ۱۳۶۶ جزو حوزه سیاسی استان مازندران، شهر پل سفید و از سال ۱۳۶۷ به بعد جزو استان سمنان بوده‌است.
یکی از دلایل شکل‌گرفتن سایر روستاهای خطیرکوه در حاشیه رودخانه کبیر، وجود آب رودخانه کبیر جهت کشت‌وکار و امکان کسب و کار بهتر به‌دلیل تردد تاجران و موقعیت آب‌وهوایی مناسب‌تر در ایام سرد سال در کنار رودخانه بود. در گذشته مردم منطقه روستاهای حاشیه رودخانه کبیر را کمرو روار می‌گفتند که در سال‌های بعد با پرجمعیت‌شدن، هرکدام نامی به‌خود گرفته‌اند که امروزه روستاهای منطقه خطیرکوه به نام‌های کمرود، زرشک دره، بند بن، پاقلعه، رودبار و لرد شهرت دارند.
منطقه خطیرکوه به سبب موقعیت سوق‌الجیشی در طول تاریخ از حساسیت و اهمیت ویژه‌ای برخوردار بوده‌است.
منطقه خطیرکوه در بخشی از البرز مرکزی واقع شده که از شمال به شهرستان سوادکوه، از جنوب به شهر مهدیشهر از مشرق به شهرستان ساری (شهر سنگده) و از مغرب به استان تهران (شهرستان فیروزکوه) محدود است. منطقه خطیرکوه در گذشته جزو منطقه راستوپی از بخش مرکزی سوادکوه بود. اعتمادالسلطنه در کتاب التدوین فی احوال جبال شروین (تاریخ سواد کوه مازندران) بلوک راستوپی را شامل این روستاها دانسته‌است: طالع، شورمست، میآرکلا، ازآن رود و کمرود.
کوه‌های منطقه خطیرکوه و رشته‌کوه‌های همجوار آن به صورت مرز اقلیمی برای مازندران با استان سمنان و تهران عمل‌کرده‌است. رویش جنگل‌های مازندران از کوهستان آغاز شده و به طرف شمال ادامه می‌یابد که چشم هر بیننده‌ای را در هر فصل به خود جلب می‌کند.
منطقه خطیرکوه از لحاظ شرایط اقلیمی جزو دسته‌بندی اقلیم خزری است که خاص کرانه‌های دریای خزر و مناطق کوهستانی مشرف به دریاست.
آب و هوای منطقه خطیرکوه، معتدل کوهستانی است. ویژگی‌های این اقلیم عبارت است از دمای معتدل با نوسانات کم شبانه‌روزی، رطوبت کم، وزش نسیم دریایی و بادهای محلی و بالاخره بارندگی کم در مناطق کوهستانی که در بیشتر فصل‌های زمستان و بهار فرومی‌ریزد و به پیدایش جنگل در ارتفاعات مشرف به دریا می‌انجامد. ناگفته نماند که میزان بارش باران به همان میزان که به ارتفاعات نزدیک‌تر می‌شویم، کمتر می‌شود.

## اماکن دیدنی وجاذبه‌های گردشگری
از نظر طبیعی و حیات وحش می‌توان از جنگل‌های زیبای نسوم، دارکش، وارتا، سلوش و… با تنوع گیاهی پهن‌برگ و سوزنی‌برگ و گیاهان دارویی همچون گل گاوزبان، باریجه، آویشن و حیوانات وحشی چون بز کوهی، خرس، پلنگ، گراز و… نام برد.
از اماکن زیارتی می‌توان به امام زاده حمزه رودبار و مقبره سیدنظام‌الدین و همچنین ساختمان قدیمی سقانفار با معماری سنتی و قدمت بیش از ۳۰۰ سال در حسینیه کمرود نام برد. از نقاط تفریحی می‌توان به آبشار کمرود، چشمه‌های چمن، چشمه باغک، چشمه استین‌سر و تپه زیبای کتلیم اشاره کرد. قله معروف قدمگاه با ارتفاع ۳۶۵۱ متر از سطح دریا که در بین کوهنوردان به علم‌کوه سمنان معروف است همه‌ساله میزبان تعداد زیادی کوهنورد از سراسر ایران و جهان است. همچنین در دامنه قله ۲ یخچال طبیعی قرار دارد که مردم کمرود در فصل تابستان جهت پذیرایی مهمانان در مجالس عروسی، یخ مورد نیاز خود را از آن تهیه می‌کنند.
- قله قدمگاه

در مسیر ورودی روستای خطیرکوه به ترتیب روستاهای لرد، رودبار، پاقلعه و کمرود قرار دارند که میوان بر اساس فرهنگی به یک شکل همگون می‌باشند و از نظر جمعیتی با یکدیگر تفاوت‌هایی را دارا هستند
در سمت جنوب روستای کمرود با ارتفاع ۳۶۵۱ متر از سطح دریا بر روستای کمرود خطیرکوه قرار دارد به‌طوری‌که بر فراز آن در هوای صاف و آسمان آبی شهرهای فیروزکوه، قائمشهر، ساری، جویبار، کیاکلا، بابل و روستاها و کوه‌های جنوبی… به وضوح دیده می‌شود. روستای کمرود ایستگاه صعود کوهنوردان و گردشگران در تمام ایام سال به قله قدمگاه است. سالانه حداقل بیش از ۵۰ گروه کوهنوردی به قله قدمگاه صعود می‌کنند.
وجه تسمیه: معنی تحت‌الفظی قدمگاه محلی برای قدم‌زدن است. بعضی می‌گویند علی از این نقطه جغرافیایی عبور کرد به میمنت قدم او قدمگاه گفتند.
- چاه سنگی یا غار: در فاصله ۸کیلومتری از روستای کمرود (جاده خاکی) و در فاصله یک کیلومتری (پیاده‌روی) در جنوب غربی مرتع بالا چالمیش قرار گرفته‌است (در غرب قله قدمگاه). ارتفاع فعلی این چاه حدوداً ۴۰ متر است که در دل صخره قرار گرفته‌است و در گذشته دارای درب سنگی بزرگ بوده که در اثر فشار جانبی کوه، درب آن جابه‌جا شده‌است.

گفته می‌شود این چاه به قله قدمگاه و یخچال طبیعی یا زیارتگاه راه دارد. در گذشته افرادی که به دیدن چاه می‌رفتند سنگ‌هایی را به یاد دوستان به ته چاه رها می‌کردند به‌طوری‌که یک سنت شده بود.
با توجه به موقعیت غار به‌نظر می‌رسد این غار پناهگاه کسانی بوده که در خط الرأس ضلع‌غربی کوه قدمگاه به‌عنوان نگهبان بوده‌اند تا از ورود لشکریان بیگانه به سرزمین طبرستان جلوگیری کنند.
یخچال طبیعی در جنوب غربی روستای کمرود و در سمت شمال و دامنه قله قدمگاه واقع شده‌است. فاصله آن تا روستای کمرود تقریباً ۶ کیلومتر راه پیاده‌است. از دیر ایام مردم این دیار یخ مورد نیاز مناسبت‌های مختلف را از این مکان تهیه می‌کردند.